# Die erste Walpurgisnacht
Die erste Walpurgisnacht (« La première nuit de Walpurgis »), op. 60, est une cantate profane pour solistes (alto, ténor, baryton, basse), chœur et orchestre  de Felix Mendelssohn. Le texte est un poème de Johann Wolfgang von Goethe, racontant les tentatives des druides des montagnes du Harz de pratiquer leurs rituels païens face aux nouvelles forces chrétiennes dominantes.
Mendelssohn en achève une première version en 1831, et la révise en profondeur avant de la publier en tant qu'opus 60 en 1843.

## Présentation
L’œuvre se compose de dix mouvements, dont une ouverture à programme, et dure environ 36 minutes :
- Ouvertüre : Das schlechte Wetter – Der Übergang zum Frühling (Ouverture : Mauvais temps – Transition vers le printemps)
- Es lacht der Mai (Rit le moi de mai) : ténor, chœur de druides et de gens.
- Könnt ihr so verwegen handeln ? (Pouvez-vous être aussi téméraires ?) : alto, vieille femme et chœur d'épouses du peuple.
- Wer Opfer heut zu bringen scheut (Celui qui a peur aujourd'hui d'apporter ses offrandes) : baryton, prêtre et chœur de druides.
- Verteilt euch, wackre Männer, hier (Dispersez-vous alentour, mes braves) : chœur des druides veilleurs.
- Diese dummen Pfaffenchristen (Ces idiots de chrétiens et leur prêtraille) : basse, veilleur et chœur de veilleurs.
- Kommt mit Zacken und mit Gabeln (Venez avec fourches et piques) : chœur de druides et de gens.
- So weit gebracht, dass wir bei Nacht (L'heure est venue de chanter dans la nuit) : baryton, prêtre et chœur de druides et de gens.
- Hilf, ach hilf mir, Kriegsgeselle (À l'aide, compagnons, aidez-moi) : ténor et chœur de veilleurs chrétiens.
- Die Flamme reinigt sich vom Rauch (Comme la flamme se dégage de la fumée) : baryton, prêtre, chœur de druides et de gens.

Goethe a écrit ce texte dans l'intention de le faire mettre en musique par son ami, Carl Friedrich Zelter, qui s'y est essayé à deux reprises, en 1799 et 1812, mais sans y parvenir. Mendelssohn, qui connaissait Goethe, le reprit en 1830 et l'œuvre fut finalement jouée pour la première fois à Berlin le 10 janvier 1833 .
L'histoire raconte comment une supercherie organisée par les druides permet de faire perdurer la tradition locale de la fête du 1er mai malgré l'opposition du nouveau pouvoir chrétien. À la suite d’une ouverture tonique, un druide entonne, sur un mode bucolique, « une ode au riant mois de mai » et appelle la foule des païens à procéder à « l’antique coutume sacrée », en dépit de la répression chrétienne qui les menace, que l’un d’entre eux invite à tourner en dérision en mettant en scène des démons. Le bûcher une fois dressé, tout un  cortège infernal semble se précipiter au-devant de l’assemblée, forçant à la  fuite les gardes chrétiens, terrorisés.
Il est probable que Mendelssohn ait été attiré par la scène de fantômes (comparable à sa musique de scène pour le Songe d'une nuit d'été) et par le triomphe (par la ruse) d'un groupe opprimé dans un pays occupé, une idée importante du siècle des Lumières, qui reflète peut-être aussi les origines juives du compositeur : les derniers versets du texte mettent l'accent sur une divinité abstraite (dein Licht) plutôt que sur un rituel terrestre menacé (den alten Brauch). Selon Melvin Berger, Mendelssohn a été élevé dans la religion protestante mais « n'a jamais été pleinement accepté comme chrétien par ses contemporains, tout comme il n'a jamais été totalement coupé de son héritage judaïque ».
Les musiciens se sont longtemps demandé si les trois grandes œuvres chorales de Mendelssohn étaient le reflet de sa dualité religieuse — né dans une famille juive, mais vivant comme luthérien. Le sujet principal de l'oratorio Paulus est un personnage du Nouveau Testament qui, bien que né juif, est devenu l'un des premiers dirigeants du christianisme. La première nuit de Walpurgis décrit avec sympathie les rituels païens et présente les chrétiens sous un mauvais jour. Elias sonde la sagesse d'un prophète de l'Ancien Testament.

## Enregistrements
- 1952, Igor Markevitch, Symphonie de Vienne, Wiener Singakademie, Sieglinde Wagner (alto), Anton Dermota (ténor), Otto Edelmann (basse)
- 1969, Frederic Waldman, Musica Aeterna Orchestra & Chorus, Lili Chookasian (alto), Ernst Haefliger (ténor), Hermann Prey (baryton), Raymond Michalski (basse)
- 1974, Kurt Masur, Orchestre du Gewandhaus de Leipzig, Leipzig Radio Choir, Annelies Burmeister (alto), Eberhard Büchner (ténor), Siegfried Lorenz (baryton), Siegfried Vogel (basse)
- 1978, Christoph von Dohnányi, Philharmonie de Vienne, Wiener Singverein, Margarita Lilowa (alto), Horst Laubenthal (ténor), Tom Krause (baryton), Alfred Šramek (basse)
- 1990, Michel Corboz, Orchestre de la fondation Gulbenkian, Chœur Gulbenkian, Brigitte Balleys (alto), Frieder Lang (ténor), Gilles Cachemaille (baryton)
- 1993, Francesco d'Avalos, Philharmonia Orchestra, Philharmonia Chorus, Jean Rigby (alto), Robert Tear (ténor), Anthony Michaels-Moore (baryton), Richard Van Allan (basse)
- 1993, Nikolaus Harnoncourt, Orchestre de chambre d'Europe, Arnold Schoenberg Chor, Birgit Remmert (alto), Uwe Heilmann (ténor), Thomas Hampson (baryton), René Pape (basse)
- 1997, Claus Peter Flor, Orchestre symphonique de Bamberg et Choeur, Jadwiga Rappé (alto), Deon van der Walt (ténor), Anton Scharinger (baryton), Matthias Hölle (basse)
- 2016, Douglas Boyd, Orchestre Musikkollegium Winterthur, Zürcher Sing-Akademie, Birgit Remmert (alto), Jörg Dürmüller (ténor), Ruben Drole (baryton), Reinhard Mayr (basse)
- 2020, Frieder Bernius, Die Deutsche Kammerphilharmonie Bremen, Klassische Philharmonie Stuttgart, Kammerchor Stuttgart, Renée Morloc (alto), David Fischer (ténor), Stephan Genz (baryton), David Jerusalem (basse)